# Keigo Sonoda
Keigo Sonoda (jap. 園田啓悟, ur. 20 lutego 1990 r.) – japoński badmintonista, srebrny i brązowy medalista mistrzostw świata, srebrny medalista mistrzostw Azji. W grze podwójnej występuje z Takeshim Kamurą.